# Liste der Biografien/Grj
Liste der Biografien |
Portal Biografien |
Personensuche
# |
A |
B |
C |
D |
E |
F |
G |
H |
I |
J |
K |
L |
M |
N |
O |
P |
Q |
R |
S |
T |
U |
V |
W |
X |
Y |
Z |
?
 
Ga |
Gb |
Gc |
Gd |
Ge |
Gf |
Gh |
Gi |
Gj |
Gk |
Gl |
Gm |
Gn |
Go |
Gp |
Gq |
Gr |
Gs |
Gu |
Gv |
Gw |
Gy |
Gz
 
Gra |
Grb–Grd |
Gre |
Grg |
Gri |
Grj |
Grk |
Grl |
Grm |
Gro |
Grs |
Gru |
Gry |
Grz
Die Liste der Biografien führt alle Personen auf, die in der deutschsprachigen Wikipedia einen Artikel haben. Dieses ist eine Teilliste mit 5 Einträgen von Personen, deren Namen mit den Buchstaben „Grj“ beginnt.

## Grj

### Grja
- Grjasew, Andrei Wladimirowitsch (* 1985), russischer Eiskunstläufer
- Grjasnow, Georgi (1934–2011), russischer Geistlicher, Theologe und Bischof
- Grjasnowa, Alla Georgijewna (* 1937), sowjetisch-russische Ökonomin und Hochschullehrerin
- Grjasnowa, Olga (* 1984), deutsch-aserbaidschanische SchriftstellerinOlga Grjasnowa (* 1984)

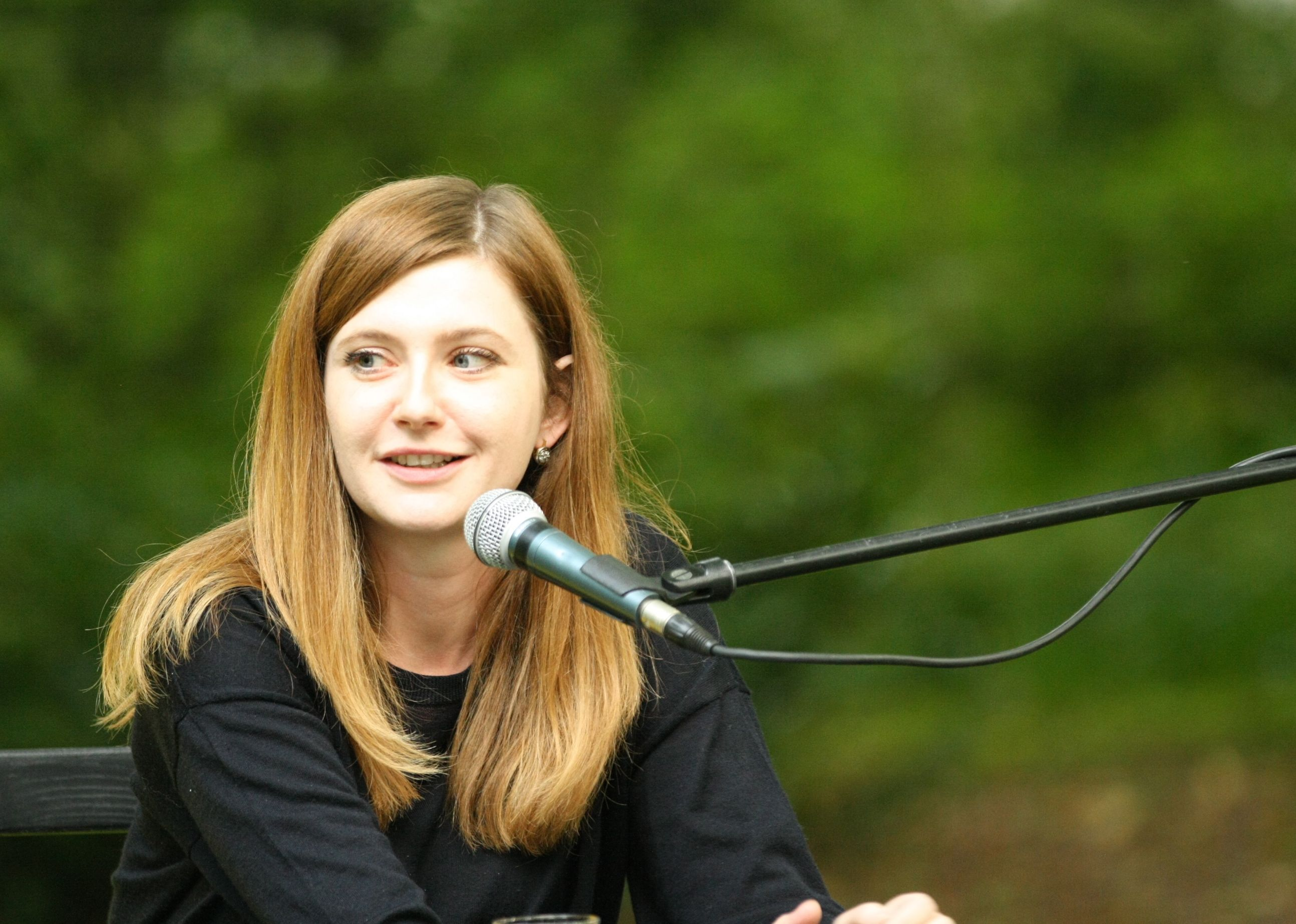
Olga Grjasnowa (* 1984)

### Grjo
- Grjotheim, Kai (1919–2003), norwegischer Chemiker (Anorganische Chemie, Metallurgie, Physikalische Chemie)